# デュエット・ソングス
『デュエット・ソングス』（Duets）は、1993年に発表されたエルトン・ジョンのアルバム。

## 解説
タイトル通り、数多くのアーティストとのデュエット曲を収録したコンピレーションアルバム。
当初は過去のデュエット作品に「ティアードロップス」「ラヴ・レター」を加えたものとして企画されていた。親交のあるクリス・レアから新曲が届いたことをきっかけに、ほぼ全曲新作として製作された。かつて「恋のデュエット」を共に歌ったキキ・ディーを始め、ドン・ヘンリー、レナード・コーエン、リトル・リチャードなど多彩なゲストを迎えている。

## 収録曲
1. ティアードロップス - Teardrops - with k.d.ラング
  - ラングはカナダの女性シンガー。楽曲はウーマック＆ウーマックの自作曲。プロデューサー：グレッグ・ペニー。
2. ホェン・アイ・シンク・アバウト・ラヴ - When I Think About Love (I Think About You) - with P.M.ドーン
  - ラッパーユニット、P.M.ドーンによる新曲。プロデューサー：P.M.ドーン。
3. パワー - The Power - with リトル・リチャード　
  - ピアノロッカーの大先輩、リトル・リチャードとの競演。バーニー・トーピン作詞、エルトン作曲の新曲。プロデューサー：グレッグ・ペニー＆エルトン。
4. シェイキー・グラウンド - Shakey Ground - with ドン・ヘンリー
  - イーグルス時代から親交のあるドン・ヘンリーとの競演。テンプテーションズの楽曲。プロデューサー：ドン・ヘンリー。
5. トゥルー・ラヴ - True Love - with キキ・ディー
  - 映画『上流社会』で使用されたコール・ポーター作の楽曲。1996年にはホンダ・S-MXのCMイメージソングに起用された。プロデューサー：ナラダ・マイケル・ウォルデン。
6. イフ・ユー・ワー・ミー - If You Were Me - with クリス・レア
  - イギリスのシンガー、クリス・レアによる新曲。本作のきっかけとなった。プロデューサー：クリス・レア。
7. ウーマンズ・ニーズ - A Woman's Need - with タミー・ウィネット
  - ベテランカントリーシンガー、タミーとの競演。エルトン＆バーニーによる新曲。プロデューサー：バリー・ベケット。
8. オールド・フレンド - Old Friend - with ニック・カーショウ
  - アイドル出身のアーティスト、ニック自作の新曲。プロデューサー：ニック・カーショウ。
9. ゴー・オン・アンド・オン - Go On And On - with グラディス・ナイト
  - ディオンヌ・ワーウィックの「愛のハーモニー」で競演したグラディス、スティーヴィー・ワンダーとの競演。曲はグラディスの過去曲。プロデューサー：スティーヴィー・ワンダー。
10. 恋のデュエット - Don't Go Breaking My Heart - with ル・ポール
  - 過去キキ・ディーとのデュエットで大ヒットした曲のダンスバージョン。ドラッグ・クィーンのパフォーマー、ル・ポールとの弾けたデュエット。プロデューサー：ジョルジオ・モロダー。
11. リアル・シング - Ain't Nothing Like The Real Thing - with マルセラ・デトロイト
  - マーヴィン・ゲイがかつてヒットさせた曲。プロデューサー：クリス・トーマス。
12. 恋のあやつり人形 - I'm Your Puppet - with ポール・ヤング
  - プロデューサー：スティーヴ・リンゼイ。
13. ラヴ・レター - Love Letters - with ボニー・レイット
  - 1945年の映画『ラヴ・レター』主題歌。プロデューサー：ドン・ウォズ。
14. ボーン・トゥ・ルーズ - Born To Lose - with レナード・コーエン
  - ジョニー・キャッシュやレイ・チャールズも歌ったカントリーソング。プロデューサー：スティーヴ・リンゼイ。
15. 僕の瞳に小さな太陽（ライヴ） - Don't Let the Sun go Down on Me (live) - with ジョージ・マイケル
  - 1991年3月ウェンブリー・アリーナでのジョージのライヴに、エルトンがゲスト出演した際のもの。シングルとして発売されヒットした。
16. デュエット・フォー・ワン - Duets For One
  - 作詞クリス・ディフォード、作曲エルトン。この楽曲のみエルトン一人での歌唱。プロデューサー：グレッグ・ペニー＆スチュアート・エップス＆エルトン。